# Neostethynium
Neostethynium is een geslacht van vliesvleugeligen uit de familie Mymaridae. De wetenschappelijke naam van dit geslacht is voor het eerst geldig gepubliceerd in 1964 door Ogloblin.

## Soorten
Het geslacht Neostethynium is monotypisch en omvat slechts de volgende soort:
- Neostethynium stenopterum (Ogloblin, 1964)